# Абу Дуджана
Абу́ Дуджа́на Сима́к ибн Хараша́ (араб. أَبو دجانة سماك بن خرشة‎; неизвестно, Медина — 634, Ямама) — сподвижник пророка Мухаммеда из ансаров. Участвовал с пророком Мухаммедом в битвах при Бадре, Ухуде, Хайбаре и Хунейне, затем участвовал в войнах с вероотступниками. Был убит в битве при Ямаме.

## Биография

### Ранние годы
Родился в Ясрибе (совр. Медина). Родом из племени хазрадж. Принял ислам до переселения мекканских мусульман в Медину. Пророк Мухаммед установил братские отношения между ним и ‘Утбой ибн Газван. В день битвы при Ухуде пророк Мухаммед взял в руки меч и спросил: «Кто возьмёт у меня это?», — и все стали протягивать к нему руки, восклицая: «Я, я!» Тогда он спросил: «А кто возьмёт его у меня как следует?», и люди заколебались, а Абу Дуджана сказал: «Я возьму его как следует», — и, взяв этот меч, принялся отсекать им головы многобожников». Абу Дуджана стал горделиво шествовать перед войском противника. Когда пророк Мухаммед увидел горделивую походку Абу Дуджаны, он сказал: «Поистине, эта походка вызывает гнев Всевышнего Аллаха, но только не в таком месте».
Абу Дуджана был одним из самых храбрых мусульман. Участвовал в сражениях против многобожников. Во время сражений часто носил красную повязку на голове и бравировал перед битвами перед противниками. В битве при Ухуде, рискуя своей жизнью, защищал пророка Мухаммеда и получил тяжёлое ранение. В ходе сражения Абу Дуджана справился со всеми, кто выходил против него, пока он не подошёл к женщинам, которые стояли у подножья горы. Они били в барабаны, и одна из них читала стихи. Он замахнулся мечом на эту женщину, но воздержался и не стал убивать её. После окончания сражения его спросили об этом, и Абу Дуджана ответил: «Я оказал почтение мечу Пророка ﷺ, не убив этим мечом женщину».
Когда Абу Дуджана заболел, его лицо сияло от радости. Те, кто пришёл проведать его, спросили: «Из-за чего твоё лицо сияет от радости?». Он ответил: «Нет для меня ничего, на что я более надеюсь, чем то, что я не говорил того, что меня не касается, и моё сердце было чистым по отношению ко всем мусульманам».
В период правления халифа Абу Бакра сражался с вероотступниками.

### Смерть
Был убит в 633 году в битве при Ямамы против «лжепророка» Мусайлимы. Сообщается, что Мусайлима был убит Абу Дуджаной и Вахшей ибн Харбом. Когда Вахши поразил Мусайламу своим копьём, подоспевший Абу Дуджана также ударил его мечом. Тогда Вахши сказал: «Только Всевышний Аллах знает, кто из нас обоих убил его». В этот день у него сломалась нога, но он не прекращал сражаться до тех пор, пока не пал мучеником (шахид).